# Чикімула

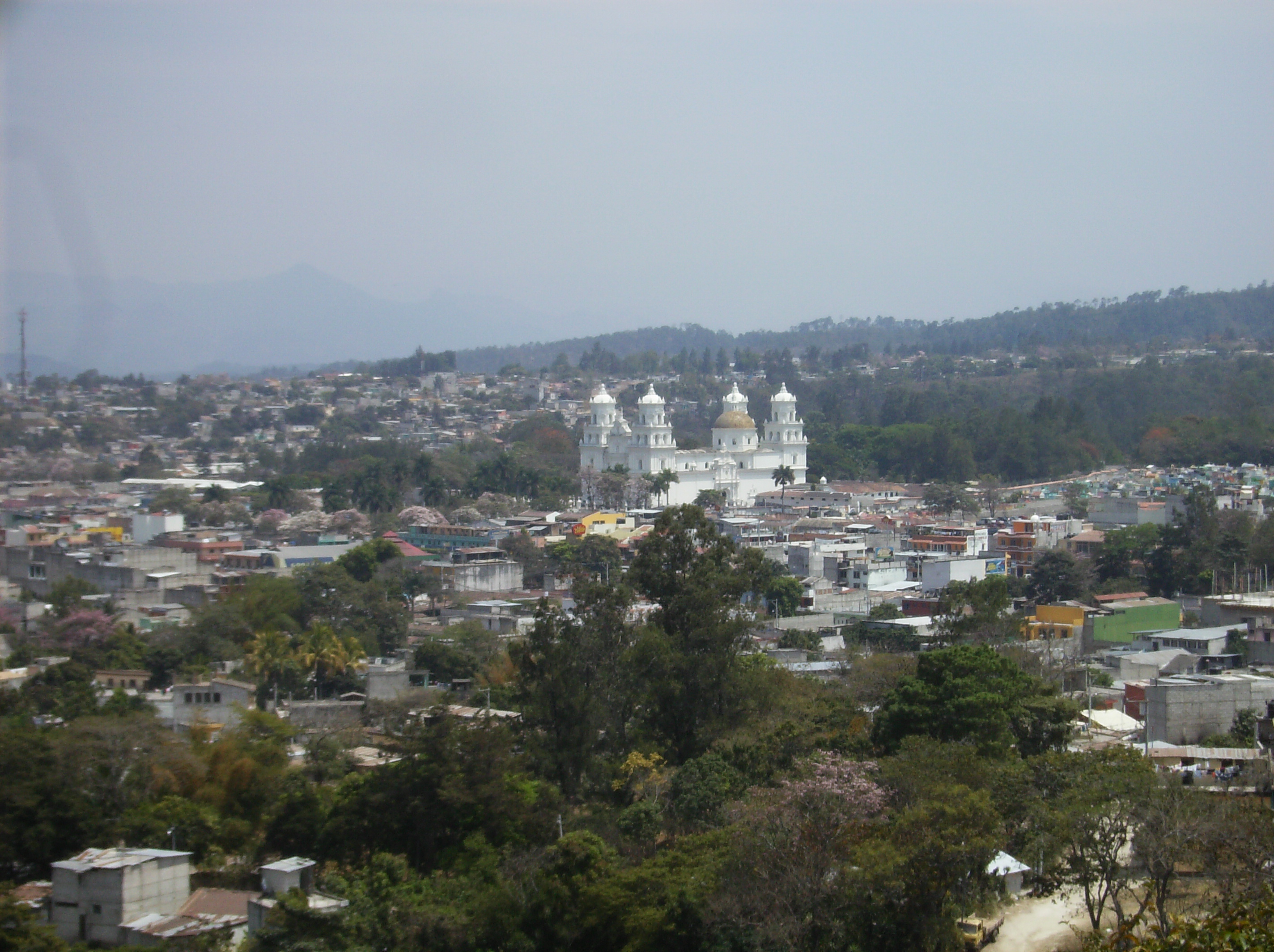
Загальний вид на місто

Чикіму́ла (ісп. Chiquimula) — місто та муніципалітет у південно-східній частині Гватемали. Адміністративний центр однойменного департаменту.
Розташоване приблизно за 174 км на схід від столиці країни — міста Гватемала і приблизно за 40 км від м. Копан, вздовж річки Сан-Хосе в центральній частині високогір'я, на висоті 424 м над рівнем моря. Знаходиться у південній зоні водозбору річки Мотаґуа. Клімат спекотний. Сезон дощів триває з травня до жовтня.
Населення міста на 2012 рік становило 53 354 особи.

## Демографія
| Рік                 | 1994   | 2002   | 2012   |
| ------------------- | ------ | ------ | ------ |
| Кількість мешканців | 27 644 | 37 602 | 53 354 |

## Історія
Місцевість, де розташоване місто Чикімула до колоніального періоду належала Шукуупському царству, столиця якого перебувала в місті Копан (тепер у Гондурасі). Поселення, засноване 1530 року, було зруйноване землетрусом 1765 року. У колоніальний період Чикімула був центром великого адміністративного району (Corregimiento de Chiquimula). Після здобуття незалежності від Іспанії Чикімула в 1821 році отримав права міста і в 1825 році стала адміністративним центром однойменного департаменту. У наступні роки місто та його околиці постраждали під час кількох громадянських воєн та землетрусів, особливо 1765 та 1773 років.
Нині місто називають "La perla del oriente" (Перлина Сходу). Це найгустонаселеніше місто східної Гватемали.
Місто зручно розташоване на шосе CA 10 і є провідником в Сальвадор і Гондурас, Чикімула отримує вигоду від інтенсивного транспортного руху, має численні готелі. Місто є важливим торговим центром
країни. Тут є гірничодобувні підприємства. Більшість мешканців навколишніх районів вирощують кукурудзу, пшеницю, бобові, кормові трави, випасають худобу на високогір'ях. Крім того, тут культивуються кава, цукрова тростина, банани, тютюн та рис.

## Персоналії
- Вісенте Серна Сандоваль (1815—1885) — Президент Гватемали (1865—1871).